# Monastère de Tsourphou
Le monastère de Tsourphou (tibétain : མཚུར་ཕུ་དགོན་པ, Wylie : mtshur phu dgon pa, THL : tsurbu gönpa ; chinois : 楚布寺 ; pinyin : chǔbù sì), ou encore Tsurphu de Tölung (tibétain : སཊོད་ལུང་མཊཤུར་ཕུ༑, Wylie : sTod lung mTshur phu, pinyin tibétain : Tolung Tsurpu, THL : tö lung tsur pu , est un monastère kagyupa, siège du Karmapa, situé dans le comté de Tolung Dechen dans la ville-préfecture de Lhassa, à 70 km à l'ouest de son centre urbain, à une altitude de 4 267 mètres.
Classé, dès 1962, dans la liste des sites historiques et culturels majeurs protégés de la région autonome du Tibet, il fut cependant détruit en 1966 au début de la révolution culturelle avant d'être reconstruit dans les décennies suivantes.

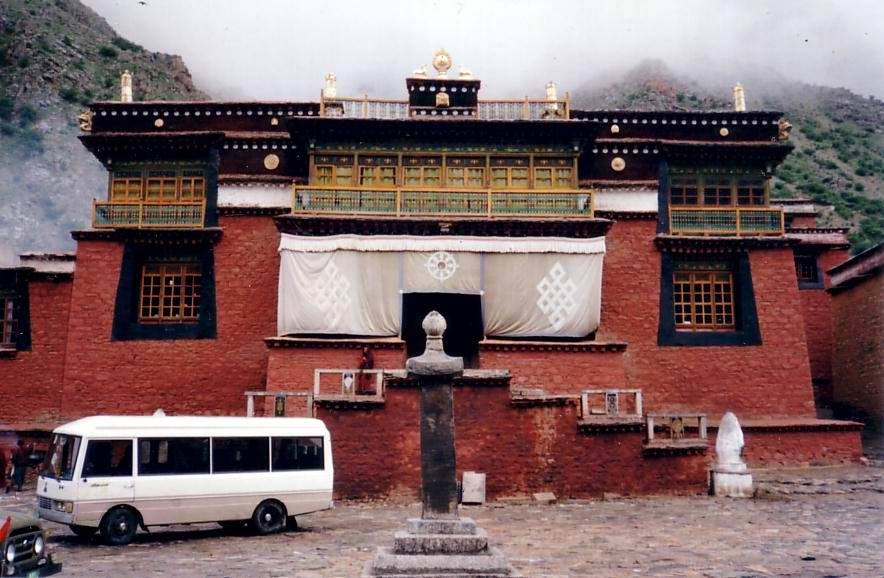
Le monastère de Tsourphou reconstruit

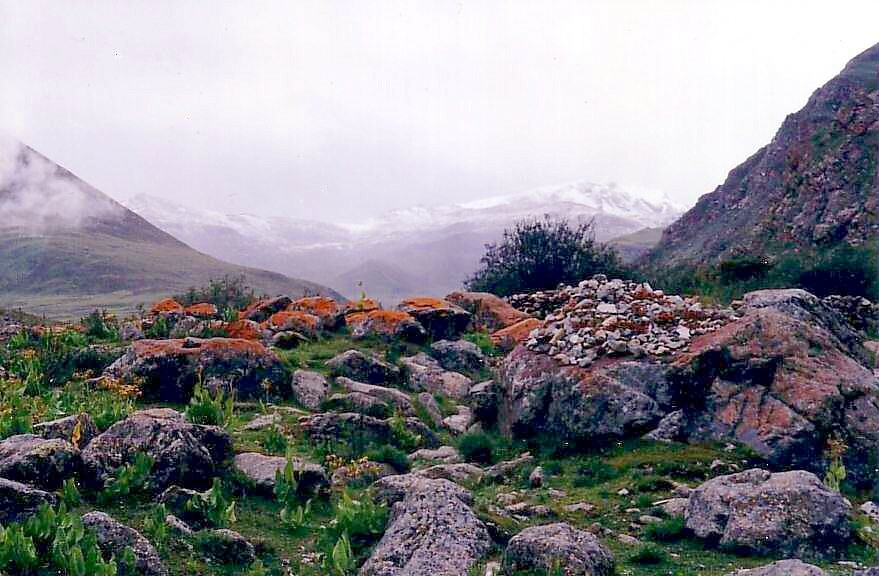
La vallée de Dowo Lung, au-dessus du monastère de Tsourphou

## Histoire
Le monastère de Tsourphou, situé à 50 km à l'Ouest de Lhassa ou 70 km par la route, fut fondé en 1189 par le 1er karmapa, Düsum Khyenpa. Il a été le siège des 17 karmapas suivants.
Karma Pakshi, le 2e karmapa, s'y installa à la fin de sa vie, et fit construire une statue du Bouddha de 16 mètres de haut dans un temple, pour réaliser un rêve qu'il avait eu. La statue de bronze et d'or qui abritait des reliques du Bouddha Gautama et de certains de ses disciples fut dynamitée par les gardes rouges durant la révolution culturelle. Orgyen Trinley Dorje, le 17e karmapa, en fit construire une nouvelle version à l'identique en 1997.
Vers 1582, alors qu'il avait 25 ans, le 9e karmapa, Wangchuk Dorjé, fit réaliser selon la méthode de l'appliqué un immense thangka haut de 35 mètres et large de 23 mètres, en brocart, par des artistes de l'école Karma Gadri représentant le Bouddha Sakyamuni au centre, entouré de deux bodhisattva, Manjushri et Maitreya, et des karmapa, et de Vajradhara au-dessus et Mahakala Bernagchen au-dessous, thangka qui était exposé à la vue de tous, une fois par an, sur le flanc de la montagne face au monastère de Tsourphou lors de la fête religieuse de Saga Dawa,,.
Avant 1959, il abritait quelque 900 moines et comprenait quatre monastères établis en un vaste complexe de bâtiments.[réf. nécessaire] L'un de ces  monastères était le siège des Gyaltsab Rinpochés, qui assurent traditionnellement la régence entre les incarnations. Gyaltsab signifie « régent » en tibétain. En 1966, au début de la révolution culturelle, le monastère fut totalement détruit.
La reconstruction de Tsourphou eut pour fer de lance Lobsang Yeshe, lequel sollicita la permission d'entreprendre la restauration du site. Grâce à des fonds gouvernementaux, la réfection du Zhiwa Tratsang, des centres de retraite et du palais de Gyaltsab Rinpoché put débuter en 1983. L'année suivante, Droupeun Détchen Rinpoché, ancien maître de retraite de Rumtek qui avait fui le Tibet en 1959 et avait été envoyé au Ladakh par Rangjung Rigpe Dorje, le 16e karmapa, rentra à Tsourphou sur les conseils de ce dernier, afin de superviser les travaux de reconstruction. C'est grâce à lui et au travail d'un grand nombre de personnes dévouées que le monastère actuel est réapparu. Ward Holmes et la Fondation Tsourphou qu'il a créée ont stimulé l'intérêt pour ce lieu, niché entre de hauts sommets dans la vallée de To.
Les grottes troglodytiques qui entourent Tsourphou sont dotées de caractéristiques géomantiques particulières. Les trois montagnes environnantes sont considérées par les bouddhistes comme des lieux sacrés où résident des divinités.

## Bâtiments
En face du domaine monastique, de l'autre côté de la rivière, se dessine à flanc de colline un grand perré, succession de marches où un énorme thangka (gheku) était exposé chaque dixième jour du quatrième mois lunaire de l'année tibétaine.

## Pèlerins

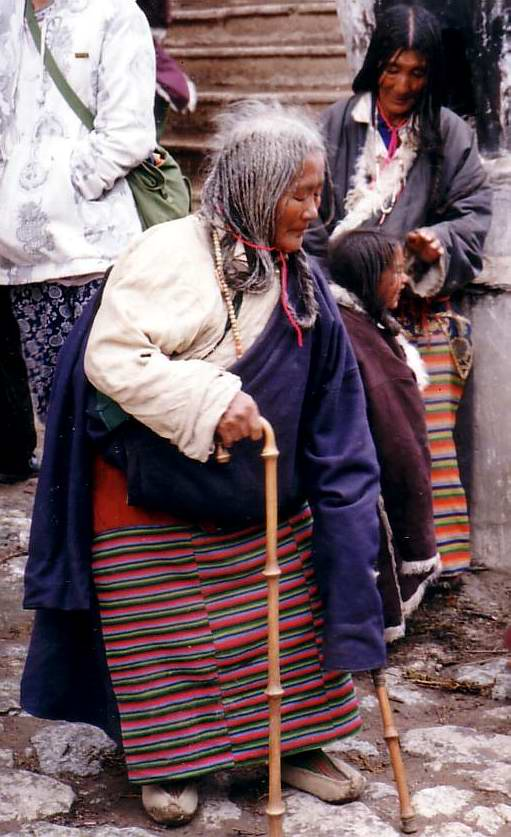
Pèlerine âgée, monastère de Tsourphou, 1993.
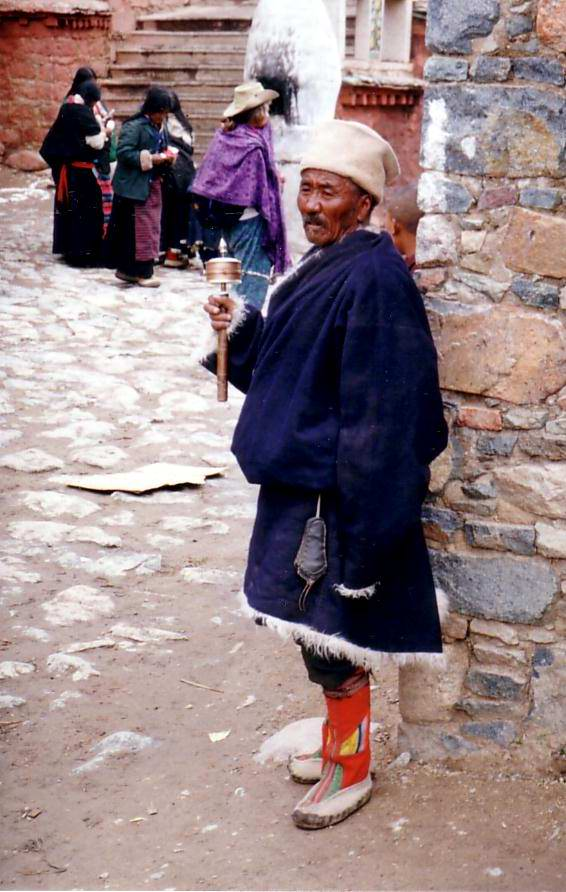
Pèlerins, monastère de Tsourphou, 1993.
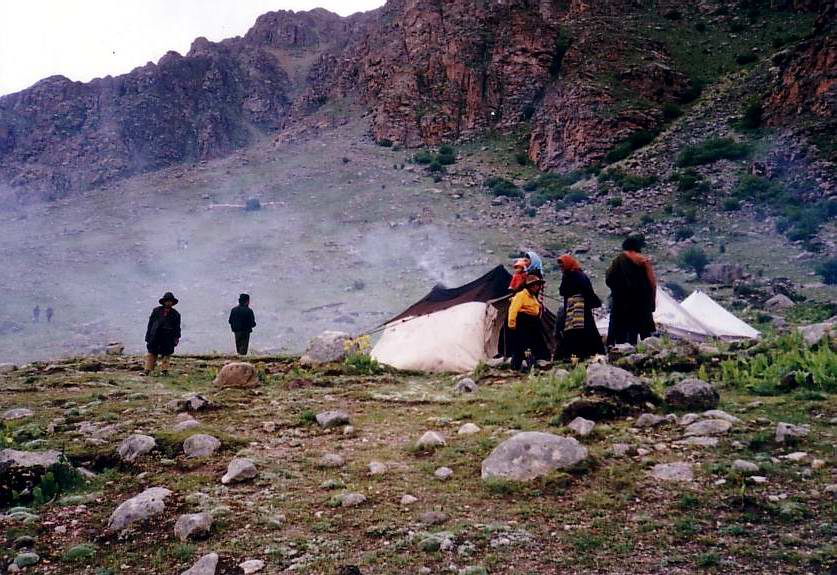
Camp nomade au-dessus du monastère de Tsourphou, 1993. La fumée est celle d'un feu de genévrier allumé pour une cérémonie.